# Killer amigo
Pour plus de détails, voir Fiche technique et Distribution.
Killer amigo (Ehi amigo... sei morto!) est un western spaghetti italien sorti en 1970, réalisé par Paolo Bianchini.

## Synopsis
Barnett et sa bande attaquent une diligence qui transporte 100 000 dollars en or. Doc Williams, mandaté par les transporteurs, se met à la poursuite des malfaiteurs, et réussit à pénétrer dans leur antre. Il ne reste qu'un seul bandit, mais ce n'est pas lui qui possède l'or : le mexicain Loco s'en est emparé pendant la fusillade. Williams le retrouve et récupère le butin.

## Fiche technique
- Titre : Killer amigo
- Titre original italien : Ehi amigo... sei morto!
- Réalisateur : Paolo Bianchini (sous le pseudo de Paul Maxwell)
- Scénario : Roberto Colangeli, Renato Savino
- Genre : Western spaghetti
- Musique : Carlo Savina
- Production : Renato Savino, pour Gatto Cinematografica
- Photographie : Sergio D'Offizi
- Format d'image : 2.35:1
- Montage : Roberto Colangeli
- Durée : 87 minutes
- Décors : Renato Postiglione
- Maquillage : Alberto Trevaglini
- Pays de production :  Italie
- Année de sortie : 1970
  - France : 21 juillet 1971[1]

## Distribution
- Wayde Preston : Doc Williams
- Rik Battaglia : Barnett
- Aldo Berti : Black
- Anna Malsson : Pachita
- Marco Zuanelli (comme Mark Zuanelli) : Loco
- Raf Baldassarre (comme Raf Baldwin) : Manolo
- Lucio Zarini
- Alberto Di Grazia